# Josef Werner Bauer
Josef Werner Bauer (* 15. Januar 1926 in Riedelberg; † 2. Januar 2013 in Neumarkt in der Oberpfalz) war ein bayerischer Politiker (CSU) und von 1958 bis 1996 Landrat des Landkreises Neumarkt in der Oberpfalz. Während seiner Amtszeit konnte er sechs Kommunalwahlen für sich entscheiden, wobei er zweimal nicht durch seine Partei, die CSU, als Kandidat nominiert wurde: Er trat aus, gründete eine eigene Wählergemeinschaft, gewann die Wahl und wechselte wieder in die CSU. Mit einer Amtszeit von 38 Jahren war er außerdem einer der dienstältesten Landräte in Bayern. 

## Leben
Bereits kurz nach seiner Geburt in Riedelberg bei Pirmasens zog die Familie nach Hamburg, 1934 schließlich nach München, wo Bauer das Theresien-Gymnasium besuchte. Nach seinem Kriegsdienst in der Wehrmacht und englischer Kriegsgefangenschaft, begann er ein Jurastudium an der Ludwig-Maximilians-Universität in München, welches er mit dem Zweiten Staatsexamen abschloss. 1952 erhielt er eine Anstellung als Referendar bei der Regierung von Oberbayern, kurz darauf wechselte er als Regierungsassessor an das Landratsamt Viechtach. 1954 wurde er an das Landratsamt Neumarkt versetzt.
Er starb am 2. Januar 2013 an den Folgen eines häuslichen Unfalls in Neumarkt.

## Politik
Bei der Kommunalwahl 1958 wurde er als Nachfolger von Otto Schedl zum Landrat des Kreises Neumarkt gewählt. Dort trieb er zunächst die strukturelle Entwicklung des damals wirtschaftlich schwachen Landkreises voran und setzte sich vor allem für den Ausbau der Verkehrs- und Versorgungsnetze ein. Außerdem veranlasste er den Ausbau des Schul- und Gesundheitswesens im Landkreis durch die Errichtung von mehreren Gymnasien, Realschulen und Krankenhäusern.
Bauer unterstützte die Gebietsreform 1972, in deren Verlauf aus großen Teilen der damaligen Landkreise Beilngries, Neumarkt, Parsberg und Riedenburg sowie der kreisfreien Stadt Neumarkt der heutige Landkreis Neumarkt geschaffen wurde.
Bei der Kommunalwahl 1972 nominierte die CSU Alfred Spitzner als Kandidaten, woraufhin sich die Christliche Wählergemeinschaft (CWG) gründete und Bauer als Kandidaten aufstellte, der die Wahl gewann. Bereits zum 1. November 1972 wechselte er zurück in die CSU und trat bei den Kommunalwahlen 1978 und 1984 wieder für die Partei an. 1990 wurde durch die CSU erneut ein anderer Kandidat nominiert, Bauer gewann die Wahl jedoch wieder als Kandidat der CWG. Kurz darauf wechselte er erneut zurück zur CSU. Erst 1996 übernahm Albert Löhner als Kandidat der CWG den Posten des Landrats. Bauer zog sich daraufhin aus der aktiven Politik zurück.

## Auszeichnungen
- Bundesverdienstkreuz 1. Klasse
- Bayerischer Verdienstorden
- Landkreismedaille des Landkreises Neumarkt i.d.OPf.
- Dr.-Johann-Christian-Eberle-Medaille der bayerischen Sparkassenorganisation